# Municipio de Walnut (condado de Fremont)
El municipio de Walnut (en inglés: Walnut Township) es un municipio ubicado en el condado de Fremont en el estado estadounidense de Iowa. En el año 2010 tenía una población de 145 habitantes y una densidad poblacional de 2,22 personas por km².

## Geografía
El municipio de Walnut se encuentra ubicado en las coordenadas 40°46′59″N 95°26′56″O / 40.78306, -95.44889. Según la Oficina del Censo de los Estados Unidos, el municipio tiene una superficie total de 65.25 km², de la cual 65,25 km² corresponden a tierra firme y (0 %) 0 km² es agua.

## Demografía
Según el censo de 2010, había 145 personas residiendo en el municipio de Walnut. La densidad de población era de 2,22 hab./km². De los 145 habitantes, el municipio de Walnut estaba compuesto por el 95,86 % blancos, el 3,45 % eran de otras razas y el 0,69 % eran de una mezcla de razas. Del total de la población el 2,76 % eran hispanos o latinos de cualquier raza.